# Ilha Kanton
A Ilha Kanton (também conhecida como Ilha Canton ou Ilha Abariringa) é a maior ilha e a mais setentrional do grupo de Ilhas Fénix, pertencentes à República de Kiribati. É um atol localizado no sul do oceano Pacífico, aproximadamente a metade do caminho entre o Havaí e Fiji. A ilha tem cerca de 33 km de comprimento. A ilha desabitada de Enderbury é a mais próxima de Kanton, e a distância entre elas é de 63 km. A capital de Kiribati, Tarawa, fica a 1765 km de distância. No censo do ano 2005, registou-se uma população de 41 pessoas.
Kanton foi descoberta várias vezes por barcos baleeiros norte-americanos, dos quais o primeiro foi anterior a 1820. Na década de 1850, a Grã-Bretanha reclamou a sua soberania sobre a ilha. Kanton recebeu o nome do navio balleeiro "Canton", que ancorou na ilha a 4 de março de 1854.
A reivindicação oficial britânica começou a 6 de agosto de 1936. Foram feitas visitas anuais à ilha, e em 31 de agosto de 1937  instalaram-se 2 estações de rádio.
A 8 de julho de 1937, Kanton foi palco de um eclipse solar total, e a ilha foi ocupada por um breve período de tempo por cientistas norte-americanos e neozelandeses, membros de uma expedição da National Geographic Society. O líder desta expedição foi o astrónomo Samuel Alfred Mitchell.